# أميمة بنت سعيد
السيدة أميمة بنت سعيد بن تيمور هي الأخت غير الشقيقة للسلطان قابوس بن سعيد.

## النشأة
السيدة أميمة بنت سعيد بن تيمور بن فيصل بن تركي بن سعيد بن سلطان بن أحمد بن سعيد آل سعيد (1934-2002); الأخت غير الشقيقة للسلطان قابوس بن سعيد بن تيمور السلطان التاسع لعمان. ولدت السيدة أميمة في عام 1934م وتكبر أخاها السلطان قابوس بستة أعوام. والدتها الشيخة فاطمة بنت علي فنخار المعشنية وهي الزوجة الأولى للسلطان سعيد بن تيمور.

## شخصيتها
من أبرز هوايات السيدة أميمة التصوير الفوتوغرافي وكانت تجيد فن البروتوكول والمراسيم والاستقبال والتعامل مع كبار الشخصيات، تجيد السيدة أميمة القراءة والكتابة باللغة العربية والإنجليزية، عرفت السيدة أميمة بقوة شخصيتها كذلك عرفت بالهيبة والأناقة. أستقرت السيدة أميمة في بيوت العائلة السلطانية ما بين قصر المعمورة في محافظة ظفار (ولاية صلالة) وقصر البركة العامر في محافظة مسقط (ولاية السيب)، كانت تقضي فترة الصيف في المملكة المتحدة والدول الاوربية مع لفيف من حاشيتها. كانت سيدة بارة بوالدتها الشيخة فاطمة بنت علي فنخار المعشنية فعندما تتواجد في محافظة ظفار كانت تذهب لزيارة والدتها يوميا حيث تعيش والدتها في مزرعة بمنطقة الدهاريز في ولاية صلالة لتعود إلى القصر قبل ظهور الشمس. كذلك كانت تربطها علاقه قوية بالسيدة ميزون والدة أخيها السلطان قابوس حيث كان لهن الأثر في حياة السلطان قابوس بعد وفاة والدهما السلطان سعيد بن تيمور فكان السلطان قابوس يستمع لهن وكان رأيهن يحظى بقدر كببر بحكمتهن وورجاحة عقلهن، كانت السيدة أميمة من النساء المحافظات في العوائل الحاكمة في الخليج العربية حيث إنها لا تظهر على شاشات التلفزيون أو الصحف ولا تنتشر صورها الشخصية.

## وفاتها
توفيت السيدة أميمة بنت سعيد بن تيمور ال سعيد بعد صراع مع المرض ورحلة العلاج الطويلة في المملكة المتحدة؛ حيث دفنت في 20 رمضان 1433 هـ الموافق 27 نوفمبر 2002 م بمقبرة بروكود في لندن مجاورة مرقد والدها السلطان سعيد بن تيمور المتوفي في 11 رمضان 1392هـ الموافق 19 أكتوبر 1972م.